# Pilar do Sul
Pilar do Sul è un comune del Brasile nello Stato di San Paolo, parte della mesoregione Macro Metropolitana Paulista e della microregione di Piedade.